# Mordecai Oliver
Mordecai Oliver (* 22. Oktober 1819 im Anderson County, Kentucky; † 25. April 1898 in Springfield, Missouri) war ein US-amerikanischer Politiker. Zwischen 1853 und 1857 vertrat er den Bundesstaat Missouri im US-Repräsentantenhaus.

## Werdegang
Mordecai Oliver war der Schwiegervater von Gouverneur Willard Preble Hall. Er besuchte die öffentlichen Schulen seiner Heimat. Nach einem anschließenden Jurastudium und seiner 1842 erfolgten Zulassung als Rechtsanwalt begann er in Richmond (Missouri) in diesem Beruf zu arbeiten. Im Jahr 1845 wurde er Staatsanwalt im fünften Gerichtsbezirk seines Staates. Gleichzeitig schlug er als Mitglied der Whig Party eine politische Laufbahn ein.
Bei den Kongresswahlen des Jahres 1852 wurde Oliver im vierten Wahlbezirk von Missouri in das US-Repräsentantenhaus in Washington, D.C. gewählt, wo er am 4. März 1853 die Nachfolge von Willard Hall antrat. Nach einer Wiederwahl als Kandidat der Opposition Party konnte er bis zum 3. März 1857 zwei Legislaturperioden im Kongress absolvieren. Diese waren von den Ereignissen im Vorfeld des Bürgerkrieges geprägt.
Im Jahr 1861 wurde er als Unionist Secretary of State von Missouri. Anschließend war er während des Bürgerkrieges Brigadegeneral im Heer der Union. Ansonsten praktizierte er als Rechtsanwalt in St. Louis. Zwischen 1889 und 1893 war er Strafrichter. Danach zog er nach Springfield, wo er am 25. April 1898 starb.